# Ugolino di Nerio
Ugolino di Nerio (Siena, 1280 circa – 1330-1335) è stato un pittore italiano attivo a Siena del quale si hanno notizie solo dal 1317 al 1327.

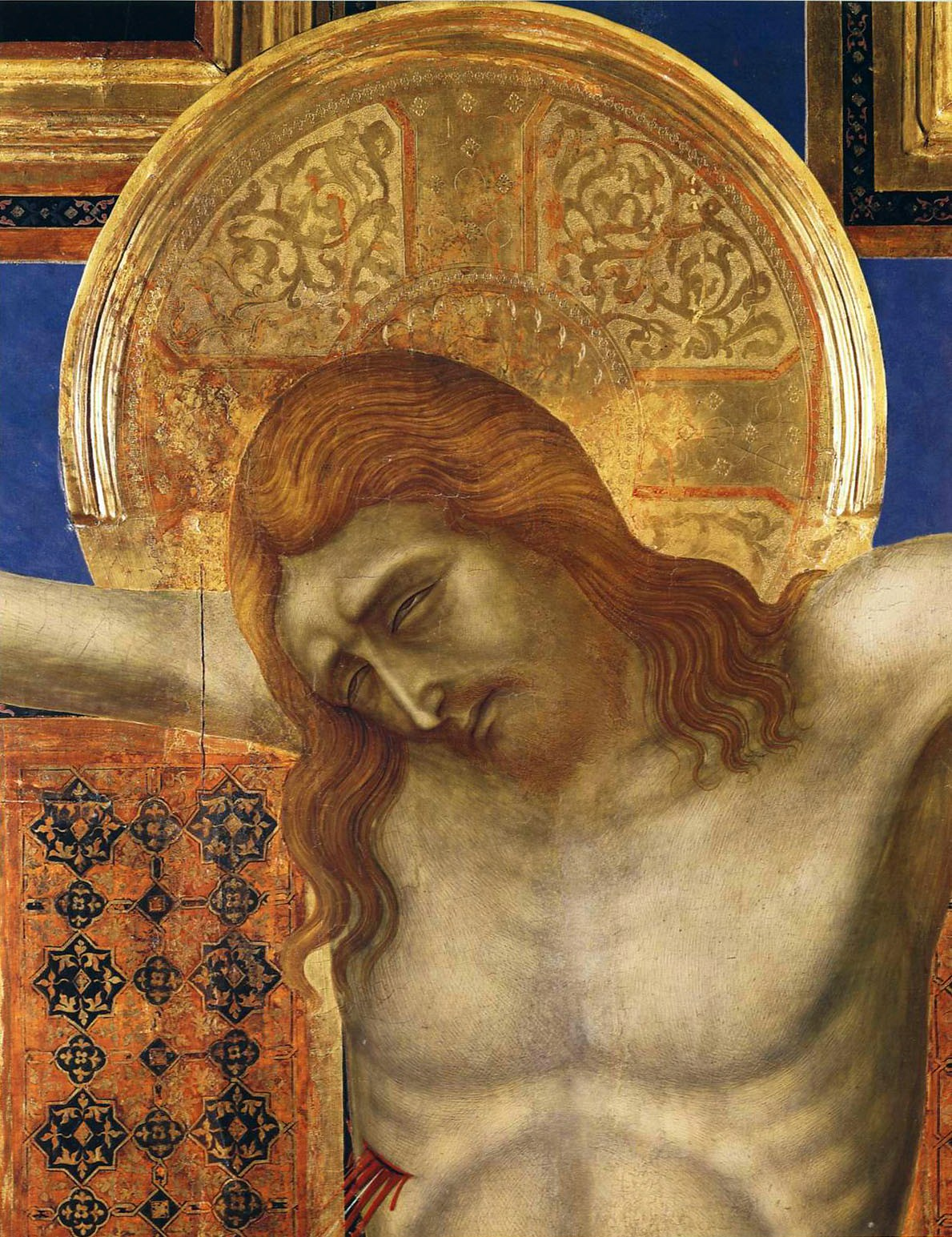
Dettaglio del Crocifisso di Siena

Insieme a Segna di Bonaventura fu il più fedele dei seguaci di Duccio di Buoninsegna. È stato un pittore molto fecondo e di grande fama, che ha contribuito all'affermazione della pittura senese a Firenze con commissioni prestigiose per gli altari maggiori delle due principali basiliche, Santa Maria Novella e Santa Croce, in contemporanea con il ritorno in città di Giotto, che proprio a Santa Croce aveva creato attorno a sé una scuola indipendente.

## Biografia
Nato presumibilmente a Siena attorno al 1280, fece parte di una famiglia di pittori con il padre Nerio e i fratelli Guido e Muccio pure artisti. Il Vasari gli dedica un cenno nelle sue Vite, pone come data di morte il 1349.
L'unica sua opera firmata è un polittico datato 1325 per l'altare maggiore della basilica di Santa Croce a Firenze, oggi smembrato e disperso in vari musei stranieri. Sulla base dello studio di questa opera gli è stata attribuita una folta serie di lavori ed è stato ricostruito il suo percorso artistico a partire dalla collaborazione con Duccio alla celebre Maestà della Cattedrale di Siena (1308-1311), oggi al Museo dell'Opera metropolitana del Duomo, nella quale la mano dell'allievo è stata riconosciuta nei busti degli apostoli della parte superiore.
L'autonomia artistica dovrebbe risalire al 1315, ma già dal 1320 circa il suo stile si definisce maggiormente e si arriva alla maturità artistica, caratterizzata da una forte spiritualità dei soggetti e la notevole eleganza delle figure: a questo periodo risale il Trittico ora agli Uffizi, dai forti tratti alla maniera di Duccio e di Simone Martini.
Anche la scelta dei colori più brillanti rispetto al suo maestro gli è peculiare, forse influenzato dall'attività Simone Martini. Tra le opere di questa fase sono state riconosciute alcune Madonne, una alla Lehman Collection e una nella chiesa dei Servi di Montepulciano, vicinissime alla monumentale tavola per Santa Croce, che con i suoi ben sette scomparti con la Vergine e vari Santi, doveva essere uno dei più spettacolari polittici del Trecento.
Vasari vide questa pala nella sua collocazione originale ed attribuì a Ugolino anche un'altra tavola, che dichiarava di aver visto nella cappella Bardi della stessa chiesa, nonché un polittico per la chiesa di Santa Maria Novella, oggi disperso e non ancora identificato, a parte la zona centrale con la Madonna col Bambino che si trova nella chiesa della Misericordia a San Casciano in Val di Pesa.
Ma l'altare di Santa Croce non fu un episodio isolato, ma fu la più importante commissione in una serie di opere che i francescani gli affidarono: oggi sono stati individuati almeno otto polittici smembrati in vari musei o sopravvissuti solo come frammenti riconducibili al suo stile e frutto di tali commissioni come gli scomparti con San Pietro e San Francesco, sempre nella chiesa della Misericordia di San Casciano in Val di Pesa che probabilmente facevano parte di una replica in tono minore del grande polittico di Santa Croce.

## Lista delle opere
- Polittico della Madonna con Bambino e santi, 1300-1324, 139x242 cm, Siena, Pinacoteca Nazionale, inv. 28
- Trittico con la Madonna con Bambino tra i santi Pietro e Giovanni Evangelista[1], 1300-1330 circa, 109x119 cm, Tavarnelle Val di Pesa, Museo di arte sacra
- Scomparto di polittico con la Madonna con Bambino[2], 1300-1330 circa, 92x62 cm, Boston, Museum of Fine Arts, inv. 16.65
- Frammento con Santa Maria Maddalena[3], 1300-1330 circa, 37x25 cm, Boston, Museum of Fine Arts, inv. 15.952
- Santa Verdiana[4], 1310-1330 circa, 155x66 cm, Castelfiorentino, Museo di Santa Verdiana
- Madonna con Bambino[5], 1310-1330 circa, 80x56 cm, Princeton, Princeton University Art Museum, inv. 37.357
- Madonna con Bambino, 1310-1330 circa, 64x52 cm, Montepulciano, chiesa di Santa Maria dei Servi
- Madonna con Bambino, 1310-1330 circa, 90x59 cm, New York, Metropolitan Museum of Art, inv. 1975.1.5, Robert Lehman Collection
- Trittico della Madonna con Bambino, san Pietro e san Romolo[6], 1310-1330 circa, Certaldo, Chiesa di S. Maria a Bagnano
- Madonna con Bambino, Parigi, Louvre, inv. RF 1986-56
- Madonna con Bambino in trono e donatore[7], 1310-1330 circa, San Casciano in Val di Pesa, Museo della Misericordia
- Crocifissione di Cristo[8], 1310-1330 circa, 68x45 cm, Siena, Pinacoteca Nazionale, inv. 34
- Polittico della Madonna con Bambino e i santi Francesco d'Assisi, Andrea, Paolo, Pietro, Stefano, Ludovico di Tolosa, nelle cuspidi Cristo Redentore benedicente e profeti[9], 1310-1330 circa, 147x321 cm, Williamstown, Sterling and Francine Clark Art Institute, inv. 1962.148
- Polittico della Madonna con Bambino e santi[10], 1310-1330 circa, 84x189 cm, Siena, Pinacoteca Nazionale, inv. 39
- Scomparti di polittico con San Pietro e San Francesco d'Assisi, 1310-1330 circa, San Casciano in Val di Pesa, Museo della Misericordia
- Polittico della Madonna con Bambino, san Francesco d'Assisi, san Giovanni Battista, san Giacomo Maggiore, santa Maria Maddalena, san Bartolomeo, san Paolo, Crocifissione di Cristo, san Pietro, san Giovanni Evangelista, 122x192 cm, Cleveland, Cleveland Museum of Art, inv. 61.40
- Polittico della Madonna con Bambino, san Pietro, san Paolo, san Giovanni Battista, san Giovanni Evangelista[2], 97x195 cm, Gaiole in Chianti, Castello di Brolio, Collezione Ricasoli
- Madonna col Bambino in trono e santi[10], Chicago, Art Institute of Chicago
- Crocifisso, Siena, chiesa di Santa Maria dei Servi
- Trittico della Madonna col Bambino e i santi Pietro e Paolo[11], 1320-1325 circa, 150x146 cm, Firenze, Collezione Contini Bonacossi
- Profeta Isaia, 1320-1330, Galleria nazionale d'Irlanda, Dublino, Irlanda
- Polittico per la basilica di Santa Croce a Firenze, 1320-1325, (firmato UGOLINUS DE SENIS ME PINXIT)
  - Scomparto laterale con San Paolo (nei pennacchi San Giacomo Minore e San Matteo), Berlino, Gemäldegalerie, inv. 1635 D
  - Scomparto laterale con San Giovanni Battista (nei pennacchi Sant'Elisabetta d'Ungheria e San Mattia), Berlino, Gemäldegalerie, inv. 1635 E
  - Scomparto laterale con San Pietro (nei pennacchi San Filippo e San Giacomo Maggiore), Berlino, Gemäldegalerie, inv. 1635 F
  - Cuspide con il Profeta Daniele, 56x31 cm, Philadelphia, Philadelphia Museum of Art, inv. 89, John G. Johnson Collection
  - Cuspide con il Profeta Isaia[2], 46x32 cm, Londra, National Gallery, inv. NG 3376
  - Cuspidi con David e Mosè, 55x31 cm ciascuno, Londra, National Gallery, inv. NG 6485, 6484
  - Due pennacchi con San Simone e san Giuda Taddeo e San Bartolomeo e sant'Andrea, 62x71 cm ciascuna, Londra, National Gallery, inv. NG 3377 e NG 3473
  - Scomparto di predella con Ultima Cena, 41x58 cm, New York, Metropolitan Museum of Art, inv. 1975.1.7, Robert Lehman Collection
  - Scomparto di predella con Bacio di Giuda, 41x59 cm, Londra, National Gallery, inv. NG 1188
  - Scomparto di predella con Flagellazione, 35x53 cm, Berlino, Gemäldegalerie, inv. 1635 A
  - Scomparto di predella con Salita al Calvario, 41x59 cm, Londra, National Gallery, inv. NG 1189
  - Scomparto di predella con Deposizione dalla croce, 41x59 cm, Londra, National Gallery, inv. NG 3375
  - Scomparto di predella con Deposizione di Cristo nel sepolcro, 35x53 cm, Berlino, Gemäldegalerie, inv. 1635 B
  - Scomparto di predella con Resurrezione di Cristo, 41x57 cm, Londra, National Gallery, inv. NG 4191
- Polittico per la basilica di Santa Maria Novella a Firenze (?) (1330 circa)
  - Scomparto laterale con San Giovanni Battista, 73x43 cm, Poznań, Museo Nazionale, inv. MO 546
  - Scomparto laterale con Sant'Andrea, 76x46 cm, Los Angeles (CA), J. Paul Getty Museum, inv. 70.PB.47
- San Michele Arcangelo, tempera su tavola, data?, Museo d'arte sacra, Grosseto